# Peix escorpí
El peix escorpí (Pterois volitans) és un peix verinós de la família dels Scorpaenidae que habita zones coral·lines costaneres poc profundes de l'oceà Índic i a la zona Occidental de l'oceà Pacífic. Els individus d'aquesta espècie són molt solitaris i solament s'agrupen en èpoques de reproducció.

## Morfologia
Una de les característiques d'aquests peixos són les nombroses espines dorsals i pectorals de l'animal que contenen verí. També poden trobar-se aquestes espines, però en menor mesura, a les aletes anals. El peix escorpí presenta una sèrie de línies vistoses de diversos colors com vermell, negre, rosa i blanc, que serveixen per alertar als depredadors que el peix escorpí és verinós. A causa d'això, el peix escorpí neda amb gràcils moviments de les aletes sense temor a ser atacat per cap depredador.
El peix escorpí assoleix una mida màxima de 38 cm. També es caracteritza pels estranys apèndixs cutanis que posseeix, així com per les seves llargues aletes.

## Verí
El verí del peix escorpí està format per proteïnes citotòxiques que es troba en glàndules localitzades a la base de les diverses espines de les aletes. Aquest verí, a més de l'intens dolor que causa, també provoca nàusees, vòmits, marejos, ansietat i col·lapses cardíacs. Tot i això, no s'ha documentat cap víctima mortal per picada de peix escorpí.
Les proteïnes citotòxiques del verí es desnaturalitzen amb la calor, així la millor acció davant d'una picada de peix escorpí és submergir la ferida en aigua calenta.

## Alimentació
El peix escorpí s'alimenta de peixos o crustacis de mida inferior. Aquest peix utilitza les seves aletes pectorals per a arraconar la seva presa abans d'empassar-se-la. Un cop s'ha situat a prop de la presa, s'hi llança al damunt i se l'empassa sencera.

## Reproducció
La reproducció d'aquest animal és sexual i, com succeeix en la majoria d'espècies de peixos, externa. La femella allibera entre 2.000 i 15.000 ous que posteriorment seran fecundats pel mascle. Els ous fecundats queden recoberts per un moc que en facilita el desenvolupament. En les èpoques de reproducció, els mascles exhibeixen les espines per a poder reproduir-se amb les millors femelles.

## Invasió del Carib
Tot i la perillositat del peix escorpí, deguda al verí i a la seva gran voracitat, aquesta espècie és molt apreciada per alguns aficionats al món dels aquaris, per la seva coloració i morfologia. A causa d'això s'ha produït una fuga d'aquesta espècie a les aigües del Carib, i com que la temperatura de l'aigua és semblant a la de les aigües natals del peix, aquest s'hi ha adaptat de seguida.
La gran voracitat de l'animal i la facilitat amb què s'habitua a caçar noves preses amenacen greument les espècies autòctones del Carib.